# Hubert von Meyerinck
Hubert Georg Werner Harald von Meyerinck (Potsdam, 23 de agosto de 1896 – Hamburgo, 13 de maio de 1971) foi um ator de cinema alemão. Ele atuou em mais de 280 filmes entre 1921 e 1970.

## Filmografia selecionada
- 1920: Die Todesmaske
- 1921: Sehnsucht
- 1921: Der Mann ohne Namen
- 1926: Manon Lescaut
- 1929: Ludwig der Zweite, König von Bayern
- 1961: One, Two, Three, (bra: Cupido Não Tem Bandeira; prt: Um, Dois, Três)
- 1967: Frank der Fünfte
- 1967: Wenn Ludwig ins Manöver zieht
- 1968: Im Banne des Unheimlichen
- 1968: Der Gorilla von Soho
- 1968: Otto ist auf Frauen scharf
- 1969: Der Mann mit dem Glasauge
- 1969: Dr. med. Fabian – Lachen ist die beste Medizin
- 1969: Charley’s Onkel
- 1970: Wenn die tollen Tanten kommen
- 1970: Nachbarn sind zum Ärgern da